# Place Louise Catherine Breslau et Madeleine Zillhardt

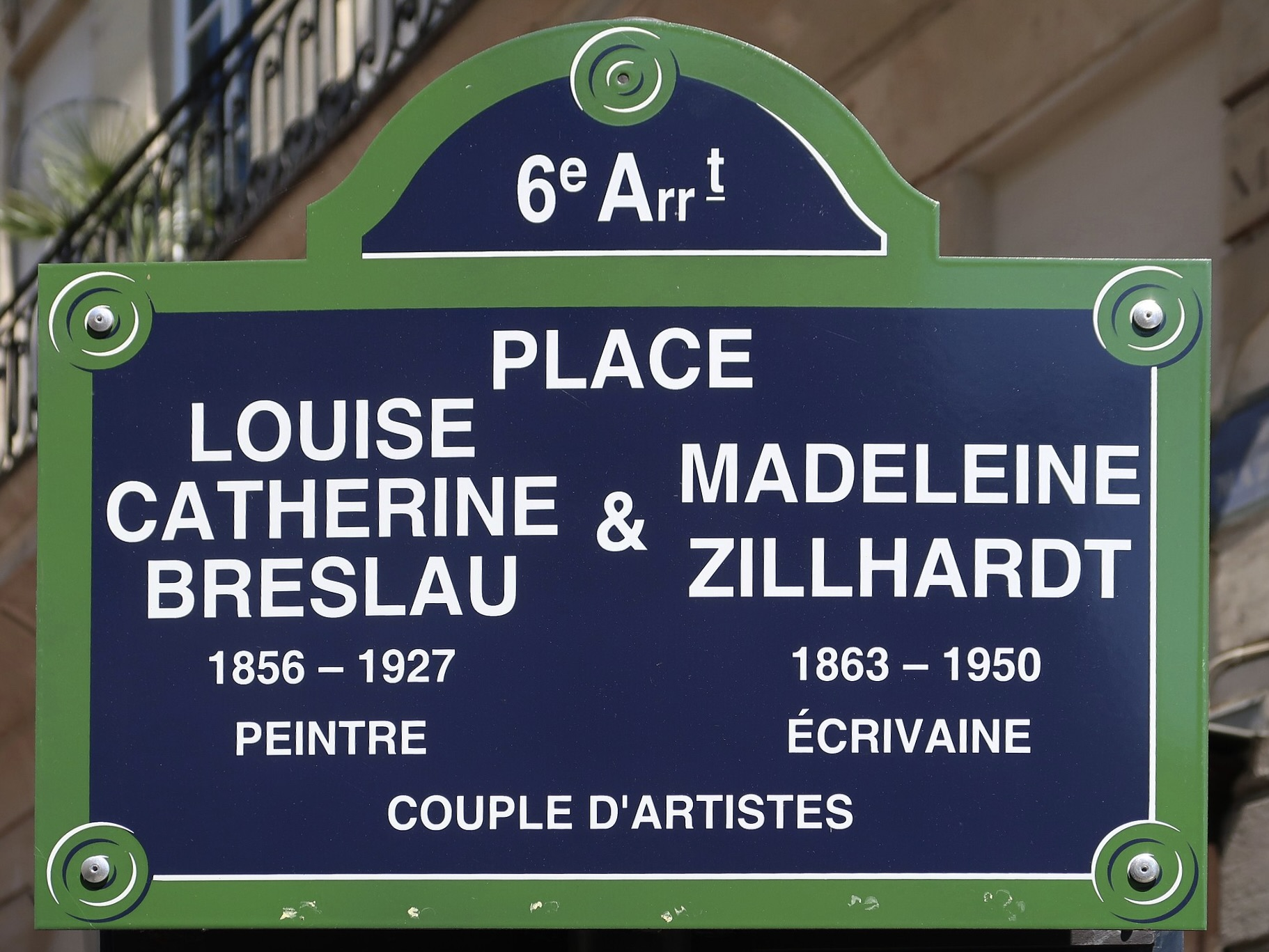
Straßenschild

Place Louise Catherine Breslau et Madeleine Zillhardt ist ein Platz im 6. Arrondissement von Paris.

## Lage
Der Platz liegt an der Kreuzung von fünf Straßen:
- Rue Mazarine
- Rue Dauphine
- Rue Saint-André des Arts
- Rue de l’Ancienne Comédie
- Rue de Buci

## Namensursprung
Der Platz wurde nach der deutschen Malerin Louise-Catherine Breslau und der französischen Schriftstellerin Madeleine Zillhardt benannt.

## Geschichte
Im Jahr 2018 benannte die Stadt Paris diesen öffentlichen Platz offiziell in „Place Louise-Catherine Breslau et Madeleine Zillhardt“ zu Ehren dieses Künstlerinnenpaares.
Die beiden Künstlerinnen waren Schülerinnen der Académie Julian, im 6. Arrondissement. Im Zentrum des Kunstgalerieviertels von Saint-Germain-des-Prés befindet sich der Platz an der Kreuzung der Rue de Buci, der Rue Saint-André-des-Arts, der Rue de l’Ancienne-Comédie, der Rue Dauphine und der Rue Mazarine.